# George Draga
George Draga (født 26. april 1935 i Aldesti, Birsa - død 3. oktober 2008 i Brasov Rumænien) var en rumænsk komponist, dirigent og pianist.
Draga hører til blandt de vigtige rumænske komponister i det 20.århundrede.
Han studerede på Musikkonservatoriet (1957-1963) i Bukarest hos bl.a. Anatol Vieru og Ion Dumitrescu.
Han har skrevet 14 symfonier, kammermusik, orkesterværker, koncerter for mange instrumenter, strygerkvartetter,sange, symfoniske digtninge.
Draga komponerede i moderne klassisk stil med elementer fra den rumænske folklore, og har tillige forfattet bøger om emnet.